# Lynne Boyer
Pour les articles homonymes, voir Boyer.
Lynne Boyer est une surfeuse et peintre américaine née le 20 avril 1956 à Allentown, en Pennsylvanie. Elle a remporté le World Championship Tour en 1978 et 1979.